# Земельное управление Израиля
Земельное управление Израиля (ивр. רשות מקרקעי ישראל‎) действует с 1 марта 2013 года на основании «Основного закона: Земля Израиля» и управляет национальными землями в Израиле. Управление является продолжением Земельной администрации Израиля, которая была создана для этой цели в 1960 году и которая управляла землями страны на основании Закона Израиля об управлении земельными ресурсами 1960 года.
Земельное управление Израиля возглавляет Земельный совет Израиля, который определяет земельную политику в стране. Совет возглавляет министр строительства Израиля, а его членами являются руководители правительственных министерств и представители Еврейского национального фонда. Земельное управление Израиля реализует политику, установленную Земельным советом Израиля.
Земельное управление возглавляет директор, назначаемый каждые пять лет премьер-министром и другими министрами. Нынешний директор Управления Яаков Квинт был назначен министром строительства в декабре 2020 года.

## Цели управления
- Управление землями Израиля как ресурсом развития Государства Израиль на благо общества, окружающей среды и будущих поколений, в том числе оставление достаточных земельных резервов для нужд и развития страны в будущем, сохраняя при этом надлежащий баланс между потребностями сохранения и потребностями развития, а также между маркетингом земель и сохранением земельных резервов для общественных нужд.
- Содействие конкуренции на рынке недвижимости и предотвращение концентрации владения недвижимостью.

## Функции управления
- Выделение земель для проживания, доступного жилья, государственного жилья, трудоустройства, открытых пространств и других целей, в местах и в объеме, необходимых потребностями экономики, общества и окружающей среды, включая будущие потребности.
- Приобретение земель и помощь государству в экспроприации земель по любому закону, в том числе в экологических целях.
- Сохранение прав владельцев на израильских землях.
- Содействие регистрации прав на израильскую землю в земельных реестрах.
- Предоставление услуг владельцам прав на израильских землях по мере необходимости с целью управления их правами или их осуществления.
- Публикация информации об израильской земле, включая подробную информацию о соглашениях Управления относительно земель, находящихся под его управлением, а также данных о наличии израильской земли для планирования, развития и содержания открытых пространств.
- Любая другая роль, связанная с управлением землями Израиля, возложенная на него каким-либо законом или решением правительства.

## Структура управления
Штаб-квартира управления имеет следующую структуру:

### Организационная структура
Земельное управление Израиля состоит из шести регионов (Север, Хайфа, Центр, Тель-Авив, Иерусалим и Юг) и трех подразделений:
1. Бизнес-подразделение занимается планированием, маркетингом и осуществлением сделок с недвижимостью.
2. Подразделение по защите земель занимается надзором и обеспечением соблюдения прав государства на недвижимость.
3. Подразделение обслуживания предоставляет услуги тем, кто заключил действующие контракты с Земельным управлением Израиля.

### Бизнес-подразделение
Подразделение работает над разработкой земельных решений (от начальной стадии, через планирование и разработку до фактического маркетинга) в соответствии с потребностями экономики в настоящем и будущем для всех типов землепользования (жилое, сельскохозяйственное, промышленное, коммерция и туризм) в соответствии с политикой Управления.
Управление возглавляет директор Управления, который назначается премьер-министром и другими министрами сроком на пять лет и подчиняется непосредственно министру финансов. Сотрудники управления являются государственными служащими.
1. Отдел планирования и проектов — продвигает процессы национального планирования перед Министерством внутренних дел и выступает в качестве профессионального руководства по вопросам планирования развития, находящегося под ответственностью ведомства, осуществляемого в регионах.
2. Отдел маркетинга и тендеров — занимается маркетингом и рекламой государственных тендеров с целью предоставления решений для спроса на национальном уровне в соответствии с решениями правительства.
3. Отдел сделок — занимается реализацией национальной коммерческой деятельности для государственных и других целей, а также обрабатывает специальные сделки и нетендерные распределения в различных областях.
4. Отдел экономики — проводит экономический анализ и тестирование экономической эффективности деловой деятельности на макро- и микроуровне.
5. Отдел оценки — является штаб-квартирой подразделений пространственной оценки земель.
6. Отдел управления сельскохозяйственными землями — управление землями, выделенными населенным пунктам (кибуцы и мошавы) и частными (контракт на плантации), выделение земель, процедуры написания и предложения для совета, профессиональное руководство бизнес-пространствами в этой области.
7. Отдел доктрин и процедур — отвечает за разработку оперативных доктрин подразделения, за преобразование решений Земельного совета Израиля и управленческих решений в оперативные процедурные инструкции, за обучение и усвоение инструкций и решений среди сотрудников, а также за концентрацию потребностей и дилемм, возникающих в результате поля и преобразования их в инструкции и рабочие процедуры. Процедуры Управления редактируются, обновляются и адаптируются к действующим решениям Земельного совета Израиля с уверенностью в том, что качественное написание процедур, которые являются ясными, упорядоченными и максимально простыми, значительно упрощает работу Управления.

### Подразделение по защите земель
Подразделение занимается защитой государственных земель от вторжений, посягательств и нарушений контрактов. Деятельность подразделения включает, среди прочего, выявление незаконного использования земель, находящихся в управлении ведомства, и проведение правоприменительных мер по пресечению вторжений и посягательств на территорию.
Для достижения своих целей подразделение работает в сотрудничестве на национальном и региональном уровне с различными правоохранительными органами: Государственной прокуратурой, подразделением по надзору за открытыми территориями (зеленый патруль), полицией Израиля (подразделение координации и обеспечения соблюдения законности), подразделением по надзору за строительством в Министерстве внутренних дел, подразделениями надзора в комитетах планирования и строительства, Зеленой полицией, надзорными подразделениями Министерства охраны окружающей среды и т. д.

### Подразделение обслуживания
Подразделение работает над предоставлением услуги по сопровождению договоров аренды населению арендаторов эффективным, быстрым и целенаправленным образом и при этом постоянно совершенствует уровень предоставляемых услуг, ориентируясь на клиента и его потребности, а также приближая сервис к ему. Некоторые из услуг, которые в настоящее время предоставляются арендаторам Земельным управлением Израиля, будут в будущем переданы внешним сервисным центрам по всей стране. Основная цель новой системы обслуживания — постепенное сокращение деятельности Управления по отношению к гражданам, в том числе за счет предоставления арендаторам полной собственности на капитализированную городскую землю.
1. Отдел картографии и геодезии — занимается централизацией картографической, геодезической и ГИС (географической информационной системы) деятельности Управления. Профессиональное руководство геодезистами и картографическим персоналом в бизнес-сферах, а также в сфере обслуживания и технического обслуживания.
2. Отдел собственности и регистрации — национальный отдел собственности и регистрации координирует большинство регистрационных операций под одной крышей, включая приобретение права собственности, земельных участков и заселение земли, кондоминиумов, векселей на продажу, реформирование/аренду соседних жилых компаний, регистрацию отчуждения права выкупа и управление книгой собственности Земельного управления Израиля, регистрация прав и регистрация отчуждения права выкупа.
3. Операционный отдел — отвечает за контроль качества обслуживания, предоставляемого клиентам Земельного управления Израиля, контролирует центры быстрого обслуживания и колл-центр, и отвечает за развитие и управление прямыми каналами обслуживания клиентов Управления и ее сотрудников. Это делается с целью снижения потребности в очном индивидуальном обслуживании и оптимизации работы Управления перед заказчиком. Отдел формулирует рекомендации по внесению необходимых корректировок в систему обслуживания и осуществляет контроль качества и сервиса. уделяя при этом особое внимание размещению клиента в центре внимания, удовлетворению его ожиданий, созданию положительного опыта обслуживания и постоянному совершенствованию предоставляемых услуг.

#### Поддержание открытых пространств
В рамках Закона о земельном управлении Израиля был создан фонд для сохранения открытых пространств, целью которого является оказание помощи в финансировании сохранения экологического развития и культивирования открытых пространств за пределами застроенных городских территорий, включая открытые пространства, важные для сохранения биологического разнообразия и экологических систем в Израиле, парки и зоны отдыха и досуга, а также помощь факторам, работающим для достижения целей фонда. Средства фонда поступают за счет резерва в размере 1 % каждый год от общего дохода Управления в текущем году. Средства фонда используются по решению руководства фонда. Фонд сохранения открытых территорий Земельного управления Израиля работает с правительственными министерствами, законодательными органами, местными властями, государственными компаниями и другими органами для поддержки проектов на открытых территориях и их сохранения. Ежегодно фонд выделяет десятки миллионов шекелей на финансирование проектов, связанных с сохранением, развитием окружающей среды и выращиванием открытых пространств за пределами застроенных городских территорий. Председателем фонда является директор Земельного управления Израиля, кроме него есть еще 8 членов, среди них директора или их представители из различных правительственных министерств: Министерства строительства и жилищного строительства, охраны окружающей среды, бюджетного отдела казначейства, земельного управление Израиля, управления планирования при Министерстве внутренних дел, управления по охране природы и парков, представитель органов общественности, занимающихся поддержанием качества окружающей среды, назначаемый министром охраны окружающей среды.

## Земельная реформа Израиля
В 2013 году произошла комплексная реформа Земельного управления Израиля, которая включала два основных компонента:
1. Приобретение права собственности арендаторов на жилые и рабочие помещения на городских землях.
2. Комплексное внутреннее организационное изменение управления и преобразование его в государственный орган.

## Плата за землепользование
Земельное управление Израиля владеет землей в стране и получает плату за использование арендованной у него земли. Существует несколько типов пользовательских сборов:
- Арендные платежи — выплачиваются ежегодно в течение 49 лет и обычно составляют 80 % стоимости недвижимости.
- Плата за капитализацию — арендная плата, которая выплачивается авансом за весь период (49 или 98 лет), а не ежегодно. Зачастую составляет 91 % стоимости недвижимости.
- Плата за согласие — платеж, который Земельное управление Израиля получает при продаже арендованной недвижимости, когда аренда не капитализируется.
- Плата за получение разрешений — дополнительные арендные сборы, которые выплачиваются за пользование правами на строительство, связанными с землей, которые не были оплачены на момент подписания договора аренды.